# Ivan Hribar
Ivan Hribar (Trzin, 19 de septiembre de 1851 – Liubliana, 18 de abril de 1941) fue un banquero, político y diplomático esloveno y yugoslavo.
A principios del siglo XX fue uno de los principales dirigentes del Partido Nacional Progresista de Carniola y una de las figuras más importantes del nacionalismo liberal esloveno. Entre 1896 y 1910 fue alcalde de Liubliana y contribuyó a su reconstrucción tras el terremoto que asoló la ciudad en 1895.
En la primavera de 1941, poco después de la invasión de Yugoslavia por las Potencias del Eje, se suicidó arrojándose al río Ljubljanica envuelto en la bandera yugoslava para protestar contra la anexión italiana de Liubliana.

## Biografía

### En el Imperio Austrohúngaro
Ivan Hribar nació en 1851 en Trzin, una localidad cercana a Liubliana, actual capital de Eslovenia y en aquel entonces centro administrativo del Ducado de Carniola, que formaba parte del Imperio austrohúngaro. Estudió en Mengeš (1859-63) y Liubliana (1863-69), y en 1870 empezó a trabajar como representante del banco checo Slavia de Praga. Entre 1870 y 1873 vivió en Praga; después, por motivos profesionales, se trasladó a Brno, más tarde a Trieste y, en 1876, fue nombrado director de la delegación del banco en Liubliana.

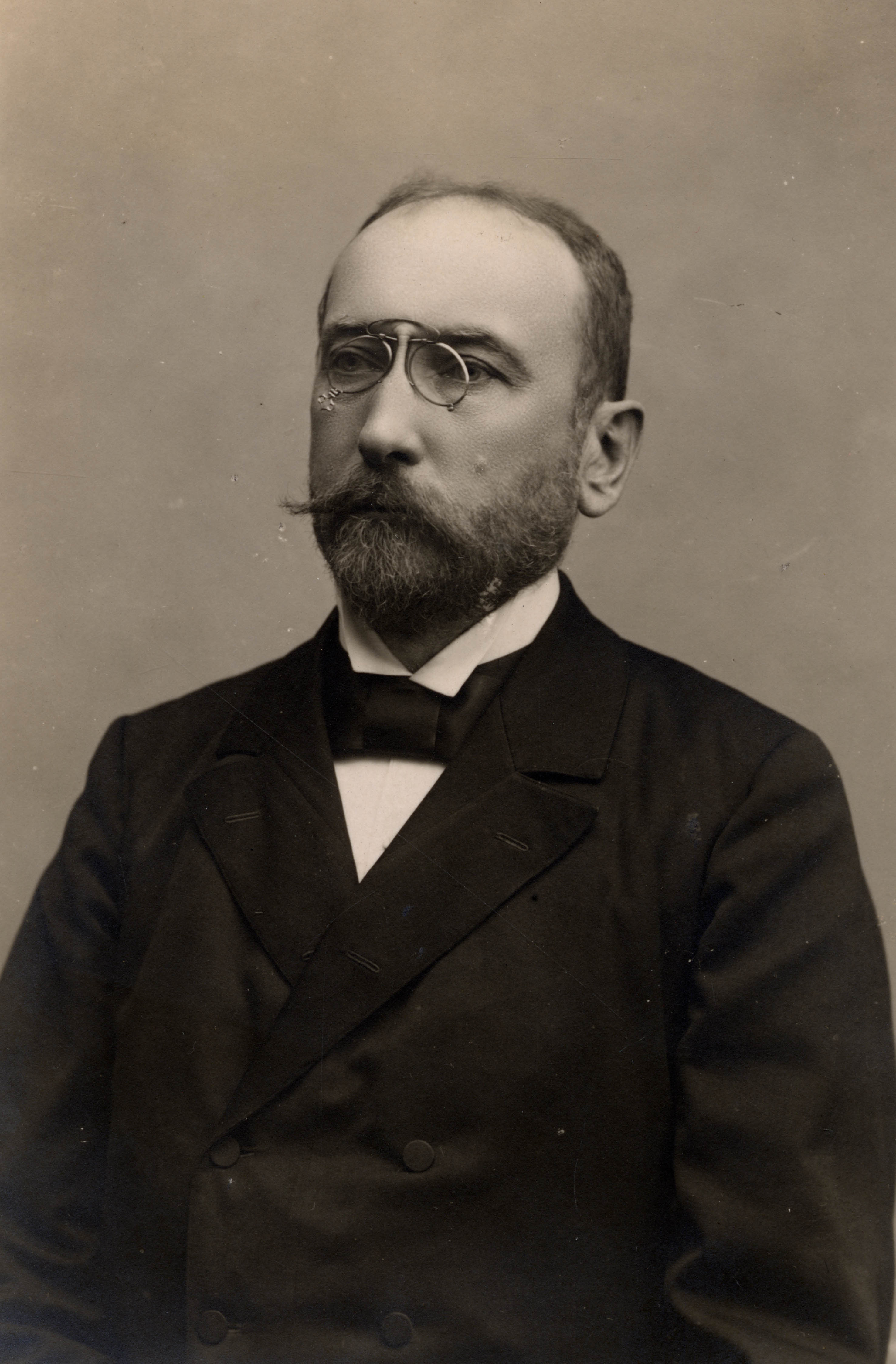
Ivan Hribar en su juventud

Inició su carrera política en la década de 1880: en 1882 fue elegido concejal del Ayuntamiento de Liubliana, y en 1889 fue elegido diputado en la Dieta de Carniola. Pronto se convirtió en una de las figuras más destacadas del nacionalismo liberal esloveno dentro del Imperio. Muy involucrado en la vida social y política de las tierras eslovenas, se posicionó del lado de los liberales, que se apoyaban en la intelectualidad y la burguesía urbanas, frente a los partidos católicos, cuya base social era principalmente rural. En 1894 fundó, junto con Ivan Tavčar, el Partido Nacional de Carniola, que más tarde pasó a llamarse Partido Nacional Progresista.

#### Alcalde de Liubliana
El 14 de abril de 1895 se produjo uno de los terremotos más graves de la historia de Liubliana. Tuvo una magnitud de 6,1 grados en la escala de Richter, y se sintió desde Viena hasta Split. En la propia Liubliana causó daños o destruyó el 10% de las casas de la ciudad. Numerosas personas se quedaron sin medios de vida, sin trabajo y sin un techo bajo el que cobijarse. Hribar, como representante de la administración de Liubliana, se implicó activamente en la labor de asistencia a los damnificados, procurando préstamos sin intereses para la ciudad y exenciones fiscales para los propietarios de las viviendas afectadas. Su labor fue reconocida al año siguiente: el 7 de mayo de 1896, los miembros del consejo municipal le eligieron alcalde de Liubliana.
Ya como alcalde, Hribar puso en marcha un ambicioso programa de reconstrucción de Liubliana. En 15 años, además de la reconstrucción de los edificios existentes, se construyeron unos 500 edificios nuevos en la ciudad. El proyecto urbanístico fue obra del joven arquitecto Max Fabiani y contemplaba la creación de amplias avenidas, parques y plazas. En el centro de Liubliana se levantaron numerosos edificios modernistas y neorrenacentistas que cambiaron radicalmente la fisonomía de la ciudad. Entre sus principales actuaciones destacan la renovación de la plaza Prešeren y los alrededores del Puente Triple (el Palacio Kresija y el Palacio de Filip) y la construcción del Puente de los Dragones.
Hribar no se limitó a reparar los daños causados por el terremoto, sino que su objetivo era hacer de Liubliana una ciudad moderna que actuara como centro económico y cultural del pueblo esloveno, dejando atrás su condición de «pueblo grande». En 1890 fue nombrado ciudadano honorario de Liubliana por su contribución a la construcción del primer sistema de abastecimiento de agua de la ciudad. Durante su mandato como alcalde continuó promoviendo la modernización de las infraestructuras de Liubliana: introdujo el servicio de telefonía (1897), de suministro eléctrico (1898) e inauguró la red de tranvías (1901). En 1905 finalizó la construcción del Grand Hotel Union, uno de los mayores hoteles del sureste de Europa en aquella época, lo que hizo aumentar aún más la afluencia de turistas a Carniola.

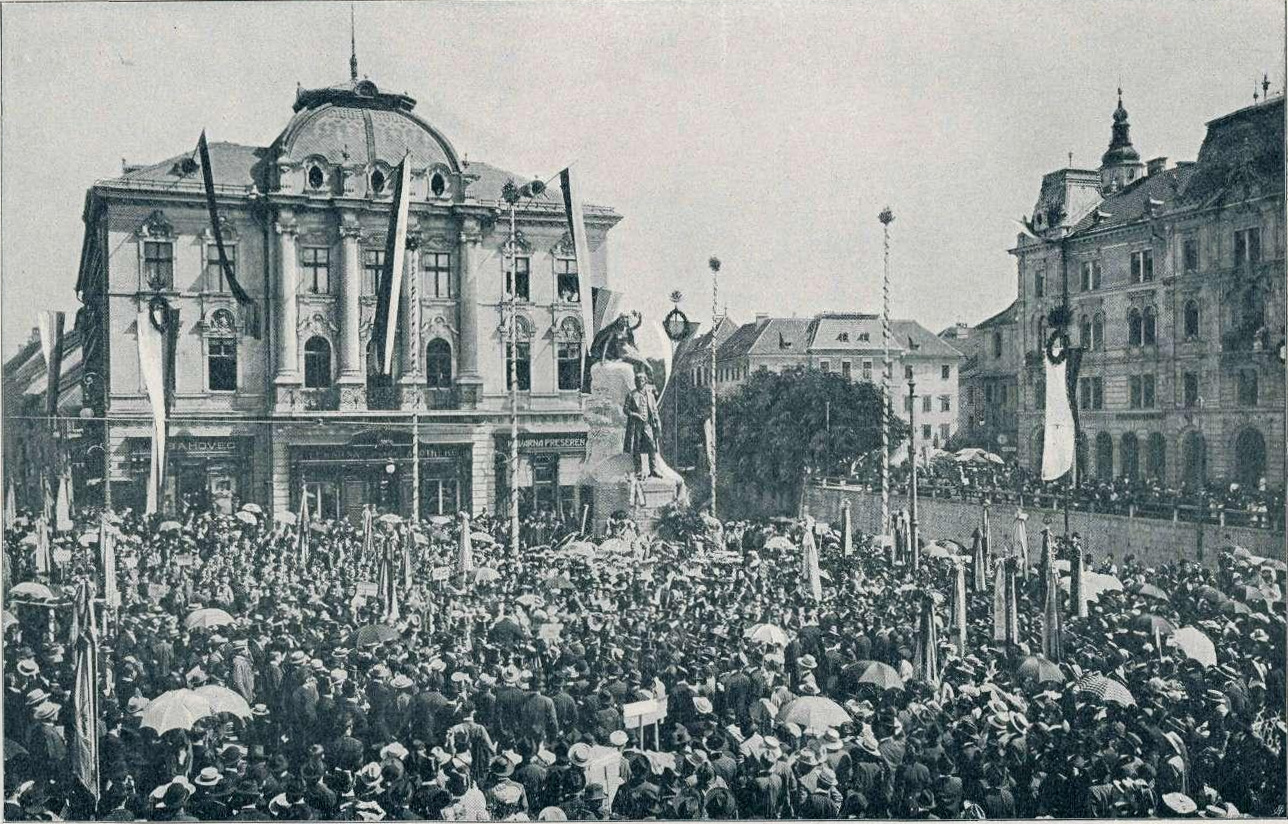
Inauguración del monumento a Prešeren (10 de septiembre de 1905)

A nivel político, Ivan Hribar, además de sus ideas liberales, era partidario del neoeslavismo, un movimiento que abogaba por una estrecha cooperación entre todos los pueblos eslavos de Europa pero manteniendo su identidad política y cultural. Otro de los ejes de su labor política fue el impulso de la cultura eslovena y de las instituciones científicas y académicas eslovenas. Bajo su mandato se estableció el esloveno como lengua oficial de la administración local, se fundó una colección que más tarde se convertiría en el Museo Municipal de Liubliana y se creó el Archivo Histórico de Liubliana (encargado de recopilar documentos sobre la historia de la ciudad y los bienes culturales eslovenos), la Galería Nacional y la Biblioteca Municipal (hoy parte de la Biblioteca Eslava), a la que donó su propia colección de libros. Asimismo, puso un gran empeño en la creación de la Universidad de Liubliana, si bien ésta sólo vio la luz tras la disolución de Austria-Hungría. En la década de 1900 y con objeto de despertar la conciencia nacional eslovena, las autoridades municipales, a iniciativa de Hribar, erigieron diversos monumentos a destacadas figuras de la cultura eslovena, como el poeta France Prešeren (1905) y el humanista Primož Trubar (1909).

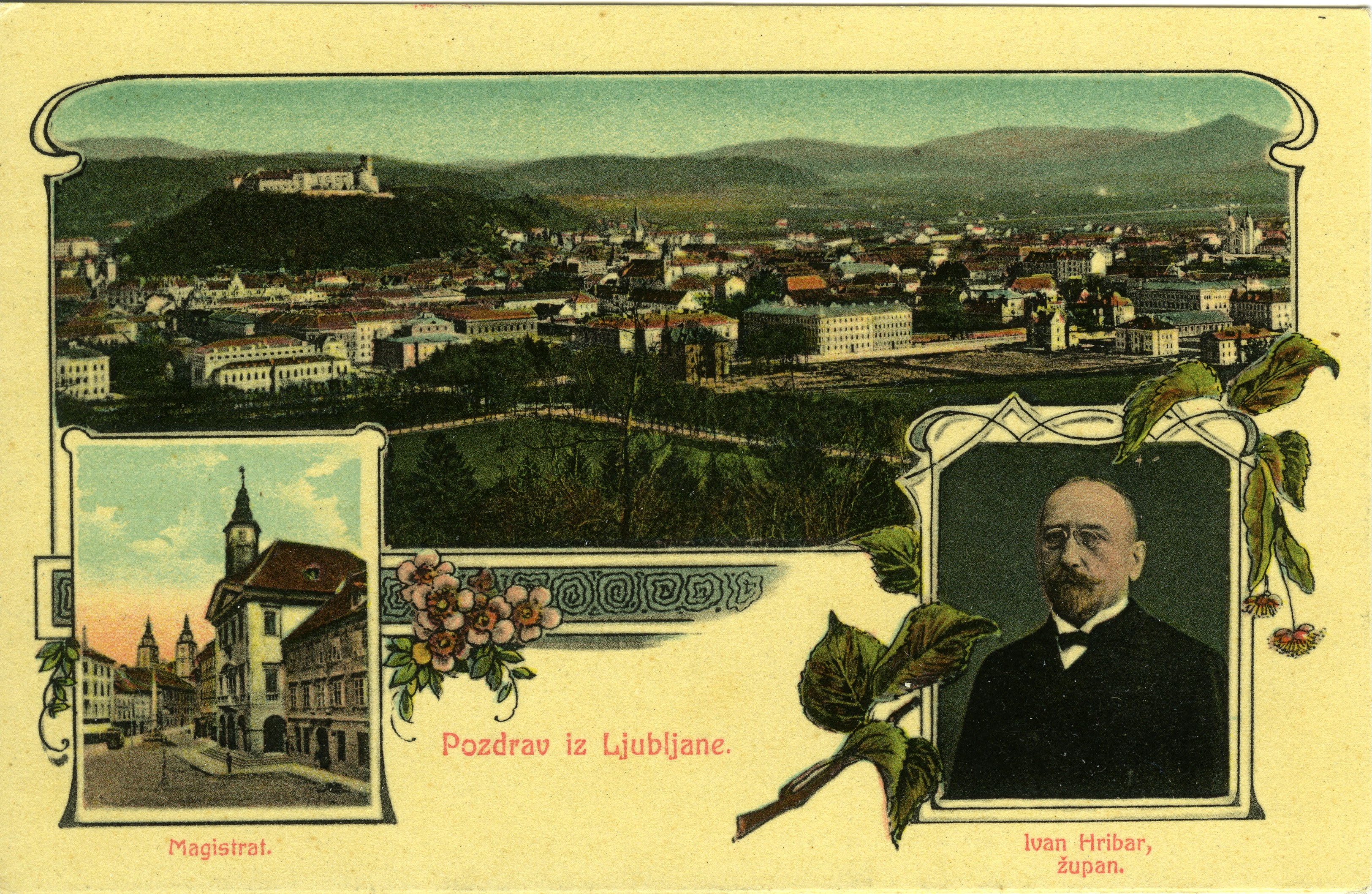
Postal de Liubliana con una panorámica de la ciudad e imágenes del Ayuntamiento y del alcalde Hribar (1909)

#### Dimisión

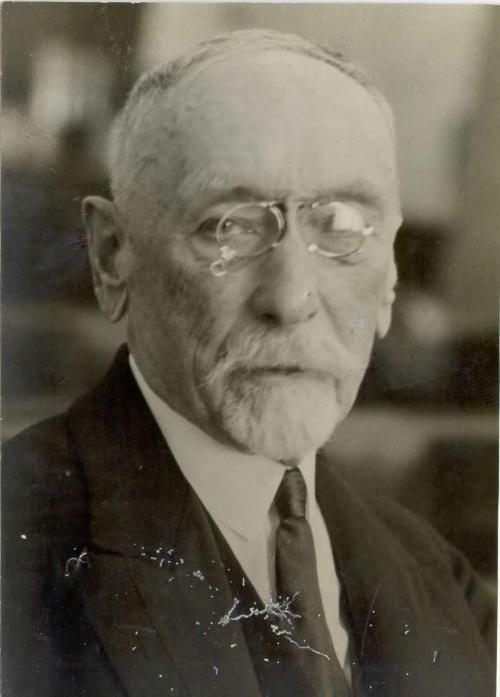
Ivan Hribar

En septiembre de 1908 se produjeron varias manifestaciones antialemanas en Liubliana. El 20 de septiembre, el gobernador de Carniola envió tropas a la ciudad, que dispersaron a los manifestantes y mataron a dos jóvenes eslovenos. Hribar condenó en el pleno del ayuntamiento a los oficiales austríacos por su «brutalidad injustificada», y fue aún más duro en una reunión de la Cámara de Diputados del Consejo Imperial, donde calificó el incidente del 20 de septiembre como «una mancha vergonzosa en la historia del ejército austríaco».
Hribar cayó en desgracia y, en 1910, cuando los miembros del ayuntamiento volvieron a elegirle alcalde y al mismo tiempo adoptaron la decisión de que una calle de Liubliana llevara su nombre, el emperador Francisco José I de Austria se negó a refrendar su nombramiento y decretó la disolución del consejo municipal. Las autoridades austríacas recriminaron a Hribar su responsabilidad en los incidentes ocurridos dos años antes y su conocida reputación de neoeslavista. Hribar dimitió del gobierno municipal de Liubliana y, debido a discrepancias con sus colegas, renunció a la dirección del Partido Nacional Progresista y no se presentó a las elecciones al Consejo Imperial de 1911, por lo que se vio prácticamente aislado políticamente. Tras el estallido de la Primera Guerra Mundial sufrió represión, al igual que muchos eslovenos considerados poco fiables en Viena. Fue encarcelado en Liubliana entre agosto y diciembre de 1914 y entre enero y marzo de 1915. Fue acusado de alta traición y se abrió un procedimiento judicial en su contra, pero se retiraron los cargos por falta de pruebas, por lo que finalmente sólo se ordenó su expulsión de Carniola y terminó exiliado en Abtenau, cerca de Salzburgo. No volvería a Liubliana hasta 1918.

### En el Reino de Yugoslavia
En otoño de 1918, el Imperio Austrohúngaro se derrumbó y terminó la Primera Guerra Mundial. En las regiones balcánicas del Imperio se formó el Estado de los Eslovenos, Croatas y Serbios, que al poco tiempo pasó a integrar el Reino de los Serbios, Croatas y Eslovenos, más tarde rebautizado como Reino de Yugoslavia. Hribar, aunque retirado de la política de partido, siguió participando activamente en la vida pública. Fue uno de los políticos eslovenos que proclamaron la creación del nuevo estado en una concentración celebrada el 29 de octubre de 1918 que congregó a miles de personas en Liubliana. Entre 1919 y 1921 fue ministro plenipotenciario yugoslavo en Checoslovaquia. En 1921 fue nombrado representante provisional del gobierno central yugoslavo en Eslovenia, cargo que ocupó hasta la implantación de las nuevas subdivisiones, en 1923.
Fue un firme defensor de la construcción nacional yugoslava y apoyó a Alejandro I de Yugoslavia. En 1932 fue nombrado senador por el rey, cargo que ocupó hasta 1938, año en que se retiró. A finales de la década de 1930 se declaró partidario de la creación de una plataforma política común para todas las fuerzas patrióticas antifascistas En 1940, tras la invasión de Francia por parte de Hitler, participó en la fundación de la «Asociación de Amigos de la Unión Soviética», que sirvió de base para el posterior nacimiento del Frente de Liberación de la Nación Eslovena.

### Tras la anexión italiana de Liubliana
Hribar era conocido por su fuerte patriotismo esloveno y yugoslavo: tras la invasión de Yugoslavia de 1941, se suicidó en protesta por la anexión italiana de la provincia de Liubliana. El 18 de abril de aquel año, tras reunirse con las autoridades fascistas italianas, que le habían ofrecido el cargo de alcalde, y que rechazó, se quitó la vida lanzándose al río Ljubljanica envuelto en la bandera yugoslava.

## Familia

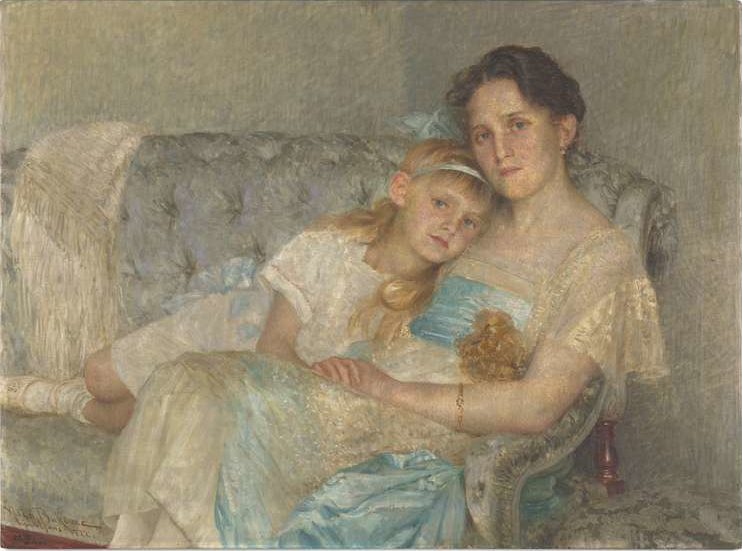
Zlatica y Marija Hribar. Retrato de Vlaho Bukovac (1922)

Hribar se casó con la checa Emilia Griga en 1874. En 1875 tuvieron un hijo, Ivan Milan, que murió joven, en 1909. El matrimonio se separó y, en 1910, Hribar empezó a aparecer en público con Marija Goričan (1885-1956), con quien tuvo una hija, Zlatica, nacida en 1913. La pareja se casó formalmente en 1926, poco después de fallecer Emilia Hribar.
En 1918, Hribar compró un palacete en la zona suroeste de Liubliana, al pie de la colina Rožnik, al que puso el nombre de su hija: Villa Zlatica. Allí vivió con su segunda esposa y su hija durante 20 años.
En el año 2000, tras la muerte de Zlatica Hribar, el Estado esloveno asumió la propiedad de la villa. En 2010 pasó a titularidad municipal, y en 2021 se inauguró en sus instalaciones el Museo Ivan Hribar. También alberga la sede del Foro de las Culturas Eslavas, una fundación internacional fundada en 2004 que tiene como objetivo es el fortalecimiento de la cooperación cultural entre los países eslavos y su proyección internacional.

## Homenajes

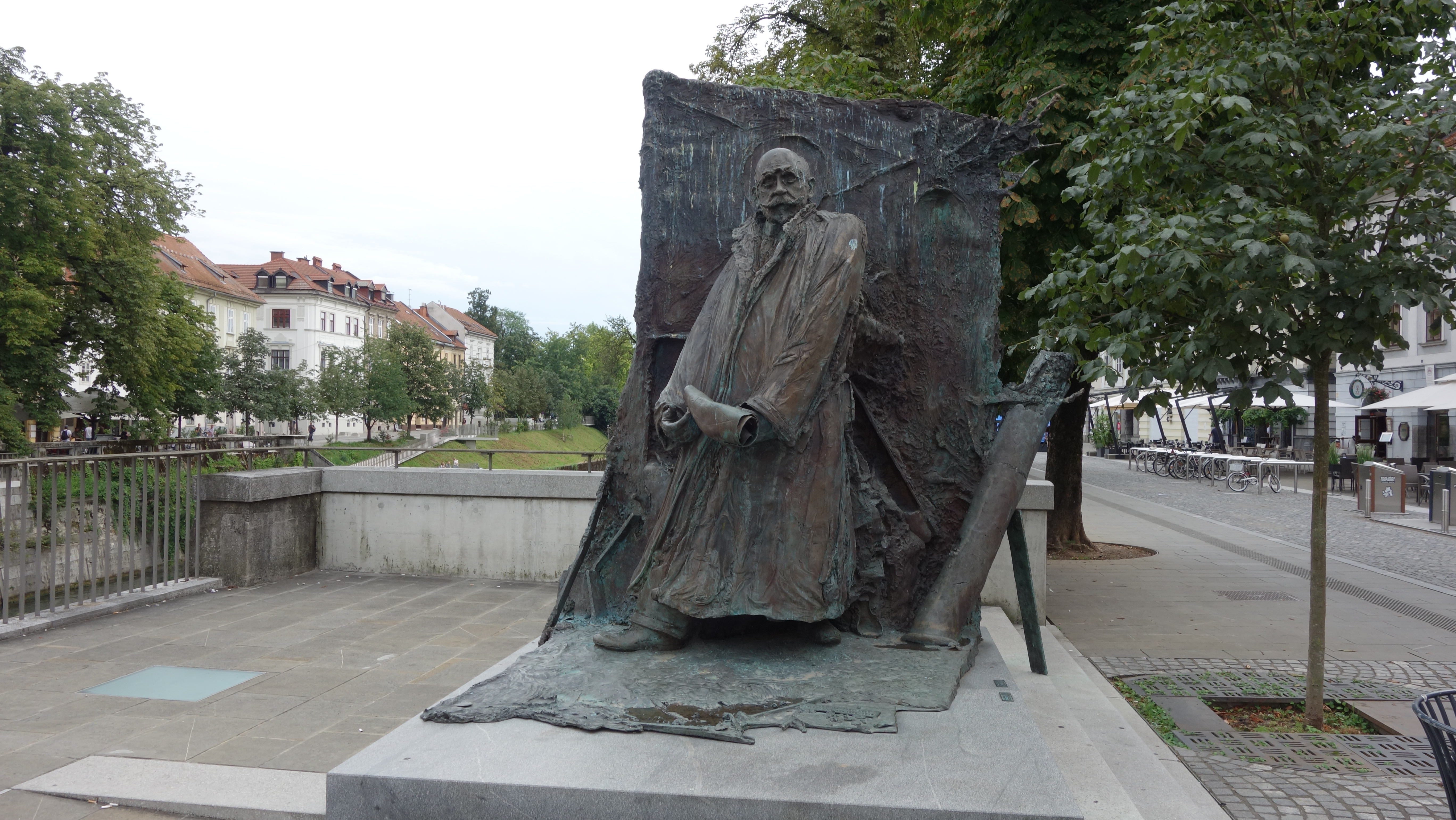
Estatua de Ivan Hribar en Liubliana, inaugurada el 30 de agosto de 2010

Tras la Segunda Guerra Mundial, se bautizó con su nombre el malecón del Ljubljanica desde el que se arrojó al río (Hribarjevo nabrežje). 
En Liubliana hay varios monumentos dedicados a Hribar. Su busto se encuentra frente al edificio del Rectorado de la Universidad, y sus retratos se exponen en la Galería Nacional y en el Ayuntamiento. El 30 de agosto de 2010 se inauguró un monumento en su honor, realizado por el escultor bosnio-esloveno Mirsad Begić, junto al Puente de los Zapateros (Čevljarski most), no lejos del lugar donde murió.